# ۹ اوت
۹ اوت در تقویم گرگوری، دویست و بیست و یکمین (در سال‌های کبیسه دویست و بیست و دومین) روز سال است. ۱۴۴ روز تا پایان سال باقی است.

## مناسبت‌ها
- روز بین‌المللی مردمان بومی
- روز ملی و استقلال «سنگاپور» از فدراسیون مالزیا (۱۹۶۵م)

## رویدادها
- اختراع سه چرخه تراکتور در انگلستان (۱۸۹۷م)
- بمباران هسته ای شهر «ناکازاکی» در ژاپن توسط ایالات متحده آمریکا (۱۹۴۵م)
- روز ملی و استقلال «سنگاپور» از فدراسیون مالزیا (۱۹۶۵م)
- کودتای یک سروان علیه دولت فاسد لائوس (۱۹۶۰م)

## زادروزها
- ۱۹۱۱ - ویلیام آلفرد فولر، اخترفیزیکدان آمریکایی
- ۱۹۳۷ – رناتو لونگو، دوچرخه‌سوار اهل ایتالیا
- ۱۹۹۰-کانگ بیول بازیگر کره ای
- ۱۹۹۰  - بیل اسکاشگورد، بازیگر سوئدی
- رابرت آلدریچ، کارگردان آمریکایی (۱۹۸۳–۱۹۱۸)

## مرگ‌ها
- مرگ «پُل وِرْلَنْ» شاعر معروف فرانسوی (۱۸۹۶م)
- ۱۹۶۲ - هرمان هسه، شاعر و نویسندهٔ سوئیسی.
- ۱۹۸۰ - ژاکلین کاکرن، از نخستین زنان خلبان نیروی هوایی آمریکا.
- ۲۰۰۸ - محمود درویش، شاعر و نویسنده فلسطینی (ز. ۱۹۴۱)